# Yves-Marie-Joseph Congar
Yves Marie-Joseph Kardinal Congar (13. April 1904, Sedan, Francija - 22. Junij 1995, Pariz) je bil francoski dominikanski duhovnik, najbolj prepoznan kot eden najpomembnejših Rimsko-katoliških teologov 20. stoletja. Najbolj poznan po njegovem delu v ecisologiji (teologiji o cerkvi sami kot instituciji ali skupnosti), je Congar spodbujal biblijske, paterske in srednjeveške vire, da bi ponovno oživeli disciplino. Kot zgodnji advokat ekumenizma je močno vplival na Drugi Vatikanski svet (1962-65). Leta 1994 je postal kardinal katoliške cerkve.

## Življenje

### Otroštvo
Congar je imel 10 let ko je Nemčija ob začetku prve svetovne vojne leta 1914 okupirala francoske Ardene, kjer je živel. Celotna izkušnja obleganja, lakote in deporatacije lastnega očeta ga je močno zaznamovala. Pri 14 letih je začutil, da je bil vpoklican k oznanjanju pridige z namenom spreobrnenja človeštva od take bede. Med leti 1919 in 1921 je študiral v manjšem semenišču v Reimsu in nato nadaljeval svoje izobraževanje na semenišču katoliške univerze v Parizu do leta 1924. 

### Odraslo življenje
Po odsluženi obvezni vojaški dolžnosti se je leta 1925 pridružil francoskim dominikancem in bil 25. julija 1930 posvečen v duhovnika. Živel in delal je v Saulchoirju, znani dominikanski študijski hiši, katera je bila leta 1903 iz Francije premeščena v Belgijo in nato leta 1937 vrnjena nazaj v Francijo. Tam je preučeval delo dominikanskega teologa Thomasa Aquinasa (1224/25 - 1275), ki je imel pomemben vpliv na Congarjevo teologijo. Congarja je prav tako navdihnilo delo dominikancev Ambrosa Gardeila (1859 - 1931), Marie - Dominique Chenu (1895 - 1990), pisanja nemškega teologa Johanna Adama Möhlerja (1796 - 1838) ter vsi ekumenski odnosi, ki jih je vzpostavil z protestantskimi in pravoslavnimi teologi.
Leta 1932 je Congar delal kot učitelj v Sauchoirju. Učil je eklisiologijo. Kasnejšnja predavanja na sestanku krščanskega zbora v Parizu so bila baza za njegovo prvo knjigo, “Chrétiens désunis: principes d’un “oecuménisme”, ki je bila Vatikanu zelo sporna. Leta 1937 je Congar začel pisati Unam Sanctam, ki je bila namenjena obuditvi pozabljenih eklisioloških katoličnih tematik. Poleg urejanja Unam Sanctama, ki je na koncu vseboval 77 delov je Congar pisal pridige za različne šolske in popularne članke in napisal veliko knjig (bibliografije njegovih spisov, ki sta jih sestavila Pierto Quattrochi in Aidan Nichols vsebuje skoraj 1800 zapisov).
Ko se je bližal začetek 2. svetovne vojne, je bil Congar poklican kot rezervist s strani francoske vojske. Leta 1940 so ga ujeli nemci pri katerih je bil 5 let pridržan v nemških koncetracijskih taboriščih kot sta Colditz in Lübeck. Po vojni se je Vatikan bolj podrobno spustil v njegovo delo, katerega vsebina jim ni bila všeč. Od 1947 do 1956 je bilo njegovo delo tako cenzurirano in ni dobil dovoljenja za prevode ali nove publikacije številnih njegovih del. Leta 1954 so mu prepovedali poučevanje in ga izgnali iz Francije. Za njegov nemuden izgon je bil kriv članek, ki ga je objavil na Delavnih-Duhovnikih, skupini dominikancev v solidarnosti z delavskim razredom. Najprej je bil poslan v Ecole Biblique v Jeruzalem, kasneje pa v Rim in bil na koncu poslan v dominikansko inštitucijo v Cambridge, Anglijo in Strasbourg. Kljub vsem tem težavam je Congar nadaljeval z izdajo številnih influenčnih knjig v povojnem času. Med njimi so bila dela kot so Vraie et fausse réforme dans l’église (1950), Jalons pour une théologie laïcat (1953), La Tradition et les traditions (1960–63), Neuf cent ans après: notes sur le “Schisme oriental” (1954), in Esquisses du mystère de l’église' (1941)
Congarjevo izgnanstvo se je končalo leta 1960, ko ga je papež Janez XXIII povabil, da bi služil na pripravljalni teološki komisiji Drugega Vatikanskega sveta, pogosto imenovanega Vatikan II. Ko je svet napredoval, je Congar veliko prispeval pomembnim dokumentom. Po koncu tega sveta je nadaljeval z poučevanjem in pisal z prepričanjem, da se Vatikan II sam po sebi ni končal, temveč je bil začetek nove cerkve, ki prihaja. Med tem obdobjem je bilo njegovo delo močno osredotočeno na teologijo Božjega Duha.

### Smrt
Congar je trpel za obliko skolioze, ki so mu jo odkrili leta 1935 in je, z njegovim staranjem, zatirala njegovo mobilnost. Do leta 1984 je bolezen tako napredovala, da se je Congar odločil oditi v bolnišnico za invalide v Parizu in tam nadaljevati svoje delu kljub bolečem bolezenskem stanju. 
Kako pomemben je bil Congar za njegove prav tako kot za naše čase ne moremo preceniti. Leta 1994 je bila njegova življenjska vnema in doprinos cerkvi formalno prepoznana s tem, ko ga je Papež Janez Pavell II imenoval za kardinala. Veliko ljudi je to odločitev videlo kot končno potrditev za človeka, ki je zdaj priznan kot zvest in vpliven cerkveni sin.

## Omembe v slovenščini
- Communio, revija, številka izdaje 3, letnik 22, dostopno na naslovu: https://www.druzina.si/icd/spletnastran.nsf/revijeIzdaje/283AA4D04A1C6B9AC1257B3B0029904F?OpenDocument

- Dolenc B., »Ekumenizem vrnitve« v teologiji in bogoslužnih besedilih pred Drugim vatikanskim koncilom, članek, 2018, dostopno na naslovu:  https://www.teof.uni-lj.si/uploads/File/BV/BV2018/04/Dolenc.pdf

- Onušič, Simon, Yves Congar, postavljalec temeljev sodobne, 1998, dostopno na naslovu: https://plus.si.cobiss.net/opac7/bib/514665525

- Congar, Yves, Pionir cerkvene prenove : Yves Congar OP (13.4.1904 - 22.6.1995), članek, 1995, dostopno na naslovu: https://plus.si.cobiss.net/opac7/bib/62007296